# Matayba ingifolia
Matayba ingifolia är en kinesträdsväxtart som beskrevs av Standley. Matayba ingifolia ingår i släktet Matayba och familjen kinesträdsväxter. Inga underarter finns listade i Catalogue of Life.